# Ilex melanotricha
Ilex melanotricha är en järneksväxtart som beskrevs av Merrill. Ilex melanotricha ingår i släktet järnekar, och familjen järneksväxter. Inga underarter finns listade i Catalogue of Life.